# Мале Байдеряково
Мале Байдеря́ково (рос. Малое Байдеряково, чув. Кĕçĕн Патреккел) — селище у складі Яльчицького району Чувашії, Росія. Входить до складу Малотаябинського сільського поселення.
Населення — 20 осіб (2010; 55 у 2002).
Національний склад:
- чуваші — 96 %